# Super Besse
Super Besse je největší středisko zimních sportů ve francouzském pohoří Centrální masív. Nachází se na území obce Besse-et-Saint-Anastaise, departement Puy-de-Dôme, region Auvergne. Je zde celkem 43 km lyžařských sjezdovek s 240 sněhovými děly a 118 km běžeckých tratí. K dispozici je 22 lanovek a vleků.

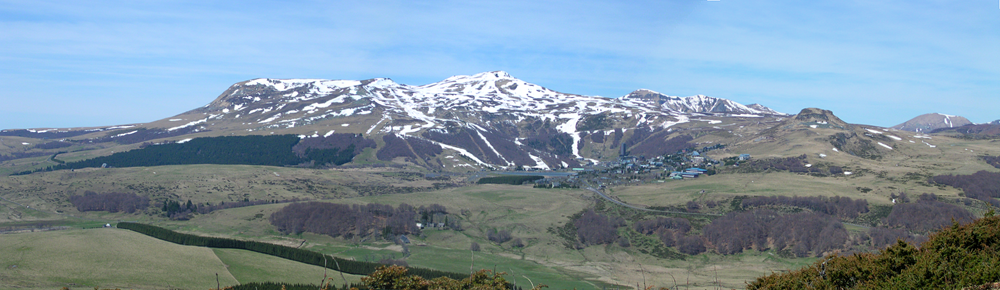
Puy de Sancy a Super Besse